# Jon Gallagher
Jon Gallagher (Dundalk, 23 febbraio 1996) è un calciatore irlandese, centrocampista dell'Austin FC.

## Carriera

### Gli inizi
Il 19 gennaio 2018 viene selezionato come 14ª scelta agli MLS SuperDraft dall'Atlanta United.
Successivamente il calciatore viene girato in prestito alla squadra riserve, con i quali esordisce il 28 marzo in USL realizzando inoltre la prima doppietta, da calciatore professionista, ai danni del N.Y. Red Bulls II.
La prima stagione da professionista termina con 30 presenze accumulate e sei reti realizzate; la stagione seguente viene impiegato per otto partite prima di essere girato in prestito agli scozzesi dell'Aberdeen, club della massima divisione scozzese. Il 4 dicembre realizza la prima ed unica rete della stagione contro il Rangers, match terminato con un pareggio (2-2). Il prestito inizialmente era previsto solo per la fine della stagione di MLS, ma in seguito viene prorogato fino al giugno 2020. Nella sua prima esperienza europea da professionista, raccoglie 31 presenze ed una rete.

### Atlanta United
Tornato ad Atlanta, viene inserito in prima squadra per il MLS is Back Tournament ed il 22 luglio 2020 esordisce contro il Columbus Crew sostituendo ad inizio ripresa l'attaccante Adam Jahn.

## Statistiche

### Presenze e reti nei club
Statistiche aggiornate al 20 ottobre 2024.
| Stagione         | Squadra          | Campionato       | Campionato | Campionato | Coppe nazionali | Coppe nazionali | Coppe nazionali | Coppe continentali | Coppe continentali | Coppe continentali | Altre coppe | Altre coppe | Altre coppe | Totale | Totale | Totale |
| Stagione         | Squadra          | Comp             | Pres       | Reti       | Comp            | Pres            | Reti            | Comp               | Pres               | Reti               | Comp        | Pres        | Reti        | Pres   | Reti   |        |
| ---------------- | ---------------- | ---------------- | ---------- | ---------- | --------------- | --------------- | --------------- | ------------------ | ------------------ | ------------------ | ----------- | ----------- | ----------- | ------ | ------ | ------ |
| 2018             | Atlanta United 2 | USL              | 30         | 6          |                 | -               | -               | -                  | -                  | -                  |             | -           | -           | 30     | 6      |        |
| gen.-giu. 2019   | Atlanta United 2 | USLC             | 8          | 1          |                 | -               | -               | -                  | -                  | -                  |             | -           | -           | 6      | 1      |        |
| 2019-2020        | Aberdeen         | PL               | 22         | 1          | CS+CdL          | 1+2             | 0               | UEL                | 6                  | 0                  | -           | -           | -           | 31     | 1      |        |
| 2020             | Atlanta United   | MLS              | 16         | 4          |                 | -               | -               |                    | -                  | -                  |             | -           | -           | 16     | 4      |        |
| 2021             | Austin FC        | MLS              | 27         | 3          |                 | -               | -               |                    | -                  | -                  |             | -           | -           | 27     | 3      |        |
| 2022             | Austin FC        | MLS              | 32+3       | 1+0        | USOC            | 1               | 0               |                    | -                  | -                  |             | -           | -           | 36     | 1      |        |
| 2023             | Austin FC        | MLS              | 34         | 5          | USOC            | 2               | 0               | CCL                | 2                  | 0                  | LC          | 2           | 0           | 40     | 5      |        |
| 2024             | Austin FC        | MLS              | 32         | 3          |                 | -               | -               |                    | -                  | -                  | LC          | 3           | 0           | 35     | 3      |        |
| Totale Austin FC | Totale Austin FC | Totale Austin FC | 125+3      | 12         |                 | 3               | 0               |                    | 2                  | 0                  |             | 5           | 0           | 138    | 12     |        |
| Totale carriera  | Totale carriera  | Totale carriera  | 204        | 24         |                 | 6               | 0               |                    | 8                  | 0                  |             | 5           | 0           | 223    | 24     |        |